# Deil

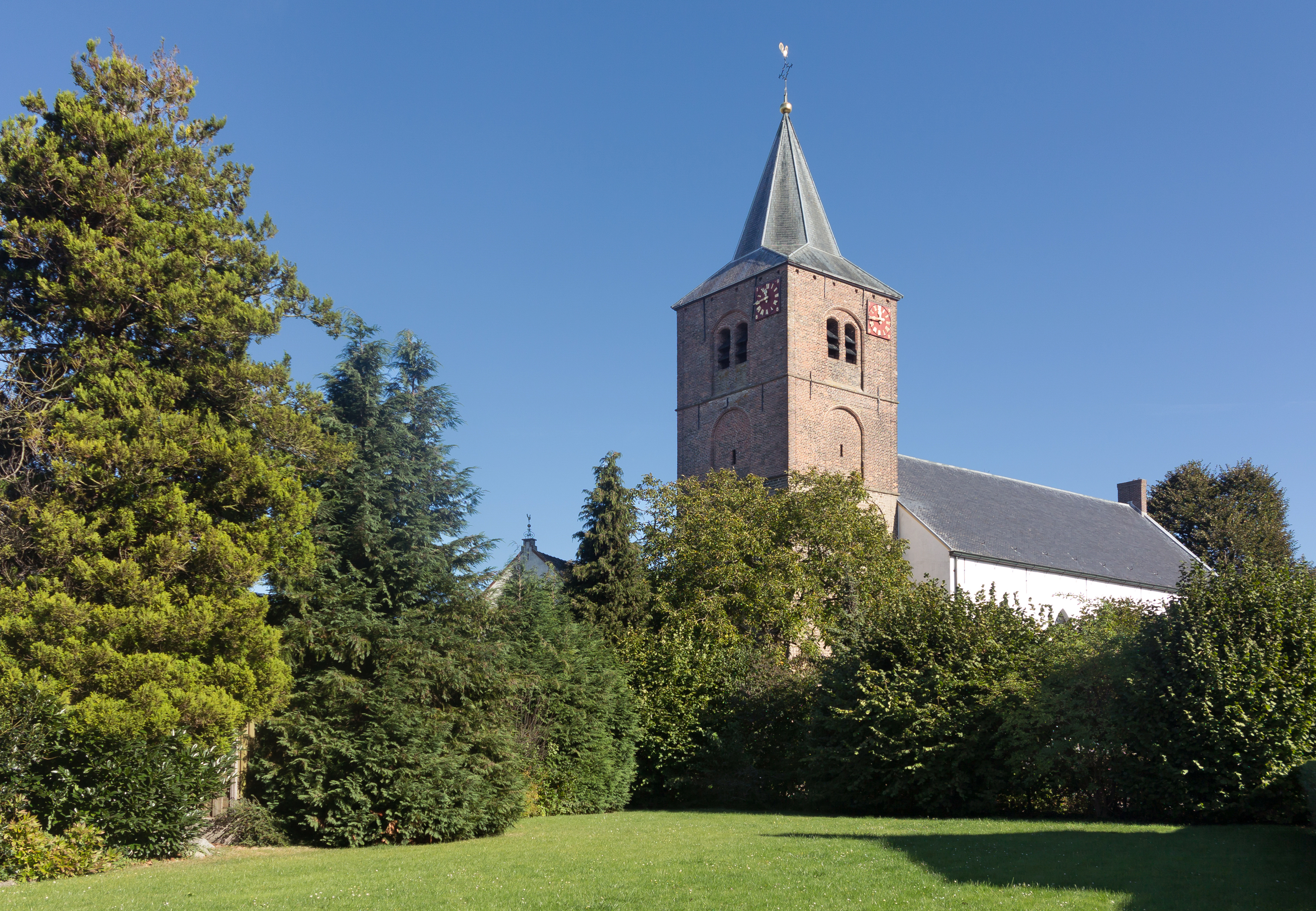
Deil, de Hervormde kerk

Deil (Dialect: Dèhl) is een dorp en voormalige gemeente in de Tielerwaard, Betuwe in de Nederlandse provincie Gelderland. De plaats telt circa 2.060 inwoners op 1 januari 2023. Het dorp was de hoofdplaats van de gelijknamige gemeente, die bij de herindeling van 1978 werd ingedeeld bij Geldermalsen. Deze is per 2019 opgegaan in de gemeente West Betuwe. De plaats is met name bekend vanwege het gelijknamige knooppunt Deil. Hier kruisen de A2 Amsterdam-Maastricht en de A15 Europoort-Lingewaard. 
Het dorp is verbonden met de Provinciale weg N327. 

## Historie
Voor het eerst wordt in 1148, maar vermoedelijk al in 978, gewag gemaakt van landerijen te "Daile". In oude geschriften wordt het dorp gespeld als Daile, Deile, Dilee, Deijl, Deil en Deyl. Vroeger stonden er in Deil zeven kastelen: Bulckestein, Palmestein, Ringelestein, Reynestein, Vogelenburcht, Bakerbos en Schorestein (ook vermeld als Schonestein of Gerestein). In sommige gevallen was de term 'versterkt huis' een betere term dan kasteel. Daarnaast stonden er in Deil markante huizen als Duivelshof en Frissestein, die regelmatig foutief tot de zeven kastelen gerekend worden.
Van alle kastelen en huizen is alleen Huis Frissestein bewaard gebleven, dat vanaf 1929 diende als gemeentehuis van Deil. In de jaren tachtig werd Gasterij De Os en het Paard in het huis gevestigd. Van kasteel Palmestein resteert nog de slotgracht en van kasteel Bulckestein staat nog een klein gedeelte van de poort. De kastelen en huizen leven voort in Deilse straatnamen. In 2024 is er een reconstructie van kasteel Palmestein opgeleverd, die verkocht is als drie woningen.
De schrijfster en vertaalster Clara Asscher-Pinkhof (1896-1984) werkte na haar opleiding aan de kweekschool in Amsterdam een jaar als onderwijzeres in Deil, waarna ze les ging geven op een Joodse school in Amsterdam. Zij verwerkte haar indrukken van de dorpsschool, het dorp en omgeving in haar boek "Door's groeitijd" (Alkmaar, 1929).

## Onderwijs
In het dorp zit basisschool R. Lokhorstschool (openbaar).

## Evenementen
Festivate is een jaarlijks terugkerend festival.

## Openbaar vervoer
Het treinstation van Geldermalsen is vlakbij.
De volgende buslijnen rijden door het dorp:
- Lijn 260 van Geldermalsen naar Leerdam (buurtbus)

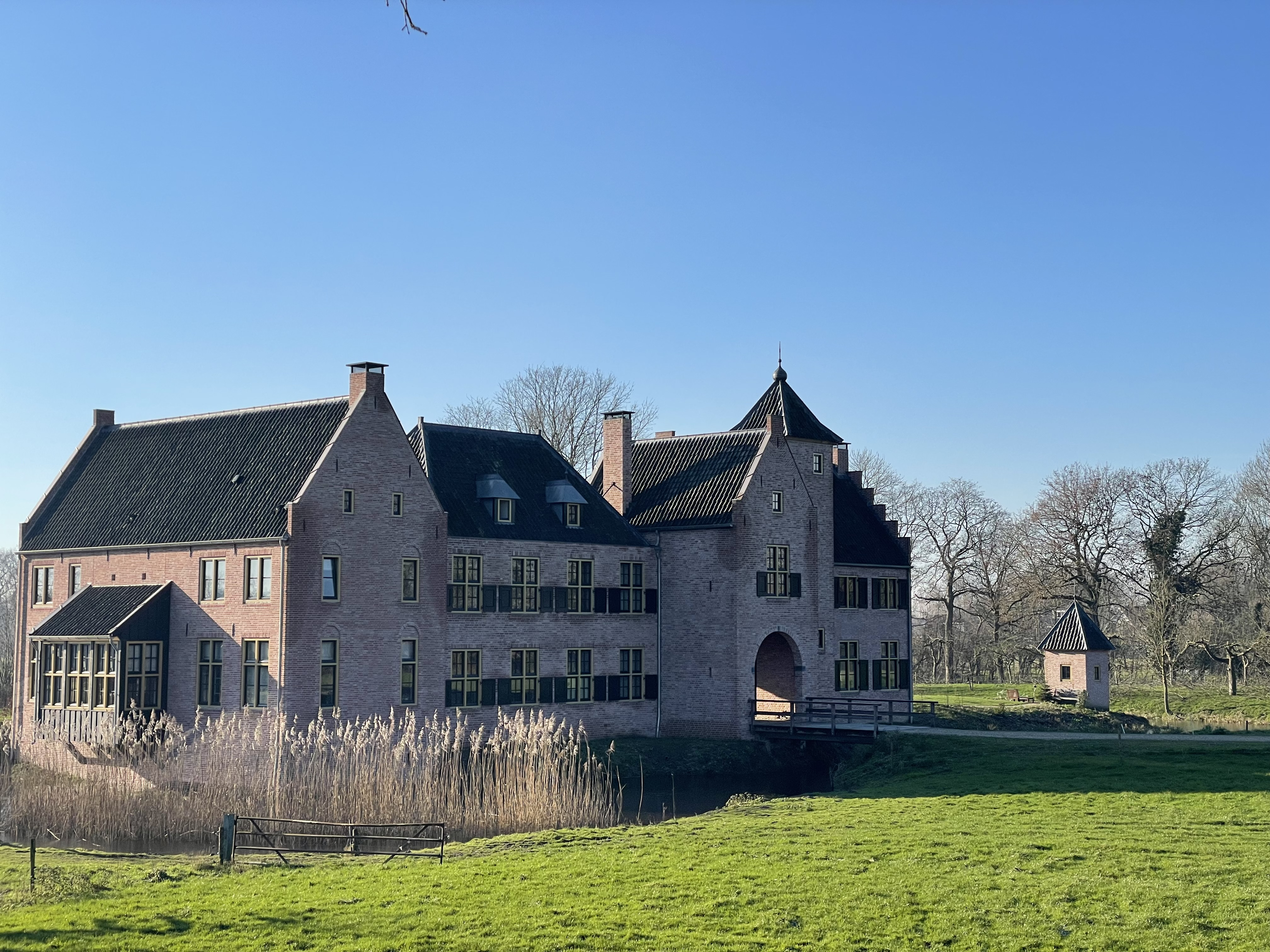
Het herbouwde kasteel Palmestein te Deil.

- Het herbouwde kasteel Palmestein te Deil.Lijn 647 van Enspijk via Geldermalsen naar Gorinchem (schoolbus)

## Monumenten
- Hervormde kerk uit 1847, waarvan de toren deels 12e-eeuws, deels 16e-eeuws is.
- Witte stenen stellingmolen "de Vlinder" (1913).

## Voormalige gemeente
Van 1810 tot 1978 vormde Deil, met de dorpen Enspijk, Gellicum en Rumpt een zelfstandige gemeente. Opvallend was, dat telkens een telg uit het geslacht Kolff burgemeester was.

## Nabijgelegen kernen
• Geldermalsen, Enspijk, Beesd, Tricht, Meteren

## Geboren in Deil
- Tim Kolff (1882-1944), burgemeester en verzetsstrijder
- Theo Hekman (1924-2000), burgemeester
- Thymen Arensman (1999), wielrenner

## Afbeeldingen

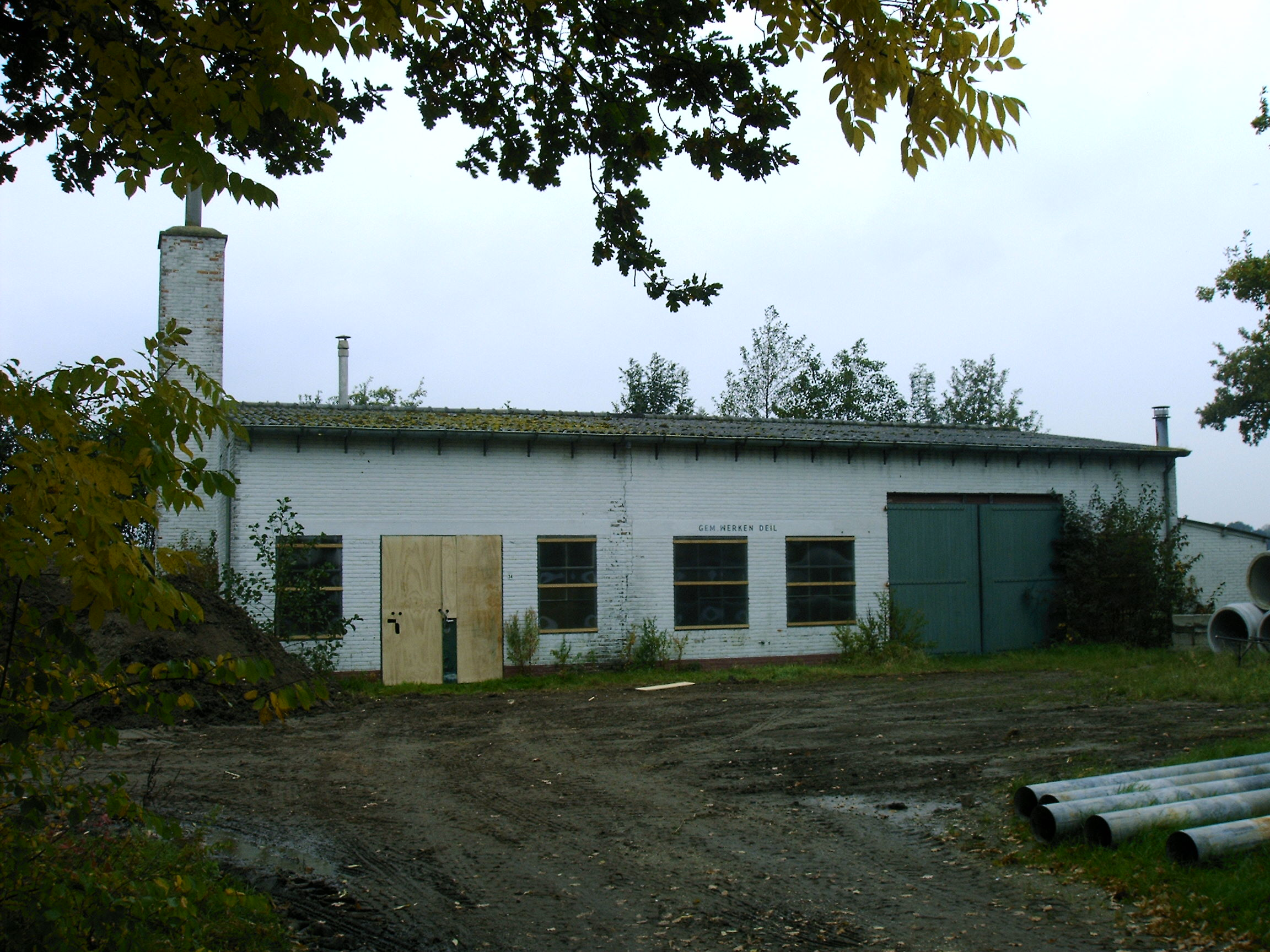
De voormalige gemeentewerf
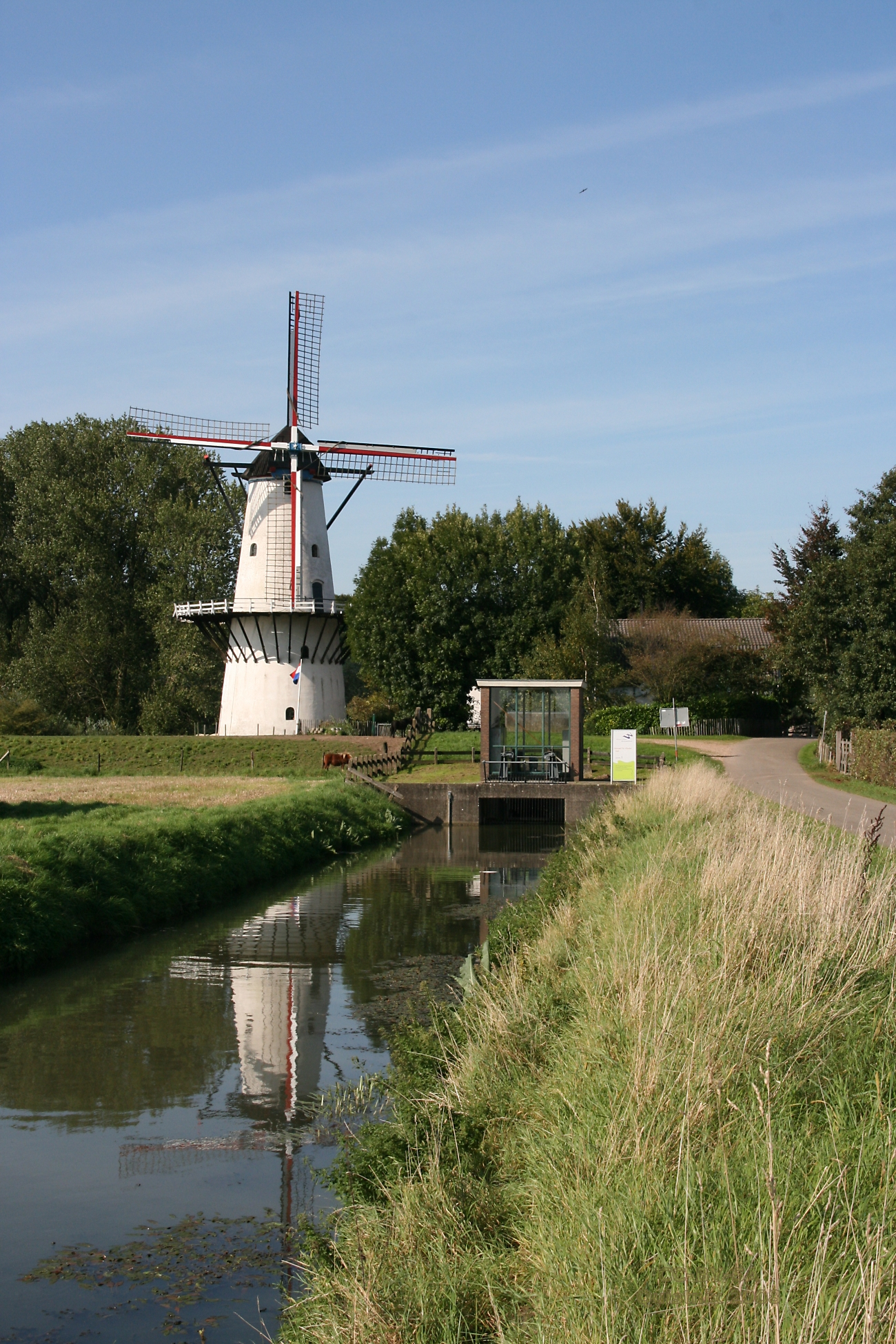
Molen "De Vlinder"
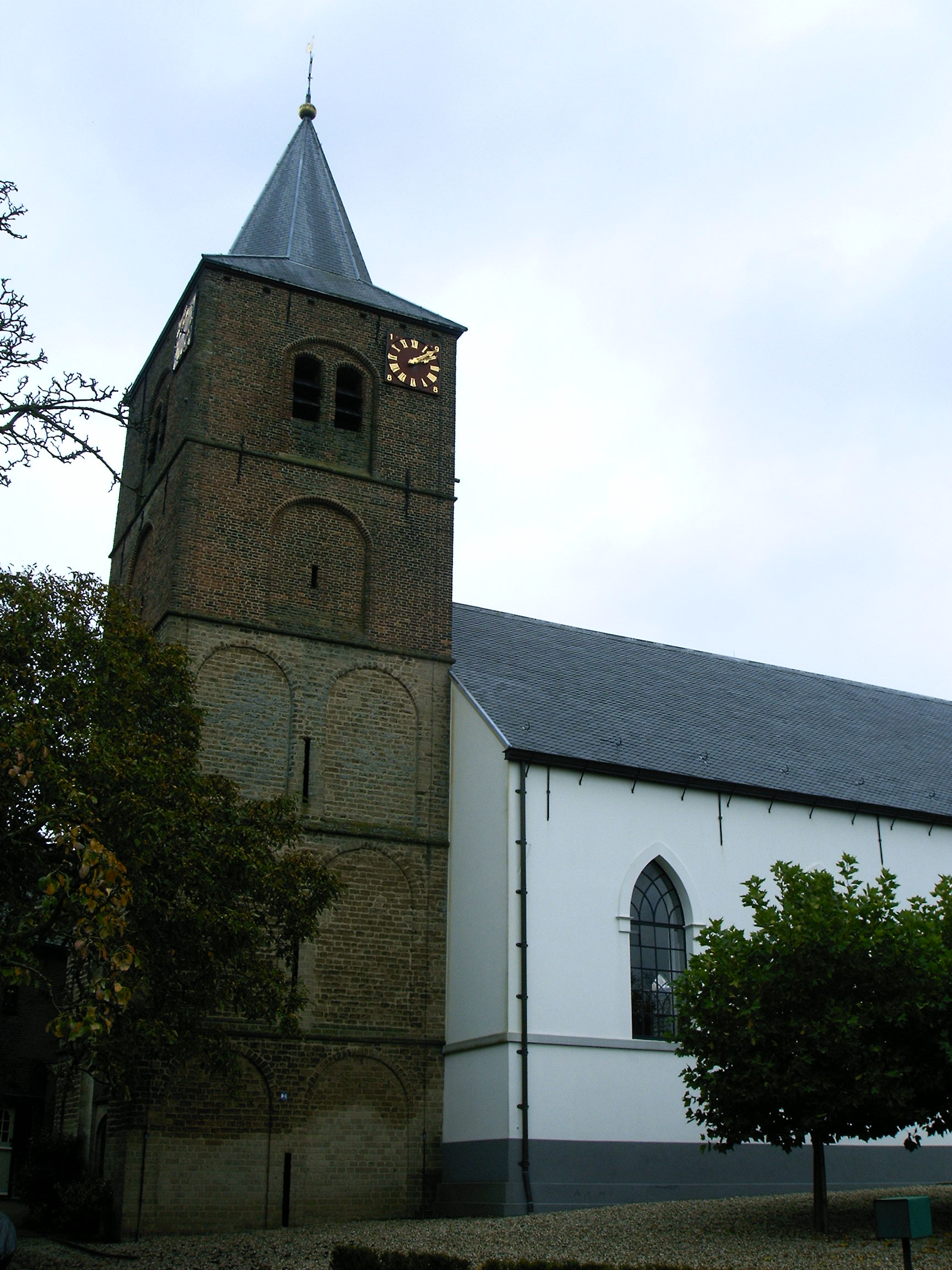
Hervormde Kerk

Hoofdplaats: Geldermalsen

Steden: Asperen · Heukelum

Dorpen: Acquoy · Beesd · Buurmalsen (deels) · Deil · Enspijk · Est · Gellicum · Haaften · Heesselt · Hellouw · Herwijnen · Meteren · Neerijnen · Ophemert · Opijnen · Rhenoy · Rumpt · Spijk · Tricht · Tuil · Varik · Vuren · Waardenburg

Buurtschappen: Benedeneind · Boveneind · Diefdijk · Friezenwijk · Hattelaar · Hucht · Kerkeneind · Leuven · Mark · Pijpekast · 't Rot · Snelleveld · Vogelswerf · Zennewijnen (deels)

Gelderland: Steden en dorpen in Gelderland      Nederland: Provincies · Gemeenten